# TER d'Occitània
El TER d'Occitània és la xarxa de línies TER que cobreix la regió administrativa d'Occitània, autoritat organitzadora de transports des del 7 d'agost de 2017. Aquesta xarxa és el resultat de la fusió de les antigues xarxes TER Migdia Pirineus i TER Llenguadoc Rosselló, que són específiques de les antigues regions.
En 2016 el TER d'Occitània, juntament amb les antigues xarxes TER, va comptar amb una assistència de 21 milions de viatgers en 543 trens de les 20 línies ferroviàries i 43 línies per autocar de la xarxa, circulant per una xarxa ferroviària de 2 514 km i entre 274 estacions i parades.
De mitjana els serveis de TER d'Occitània utilitzen 56 000 viatgers, que equival a 3,66 viatges per habitant i per any.

## Història
La xarxa va aparèixer com a resultat de la fusió de les dues regions administratives de Migdia-Pirineus i de Llenguadoc-Rosselló, l'1 de juliol de 2017.

### Estats generals del ferrocarril i de la intermodalitat
A partir de l'abril de 2016, tota la nova regió d'Occitània organitza els États Généraux du Rail et de l'Intermodalité, una consulta territorial llançada amb la finalitat de reunir-se per definir una línia clara d'actuació per als propers anys en matèria ferroviària i de desplaçaments en transport públic per la regió.
Aquests estats generals van reunir nombroses aportacions entre abril i juliol de 2016 i van ser objecte d'una reagrupació el desembre del mateix any.
A base de la consulta van sorgir diversos punts, que constitueixen objectius de la regió:
- Millora de la "qualitat del servei". En 2016, els trens de la TER d'Occitània, de mitjana, arribaven amb més retard que els de la resta de França,[4] una de les principals expectatives dels usuaris és la puntualitat del servei, la regió va mostrar la voluntat de treballar en aquest aspecte. Un altre desig és el de millorar les correspondències entre el TER i els autocars, però també un millor servei a l'estació i als trens.
- L'harmonització de la tarifació. Tarifes "més llegibles" i "millor posicionades" en comparació amb altres serveis, com el TGV o un vehicle compartit. També està previst, per al 2020, una oferta "intermodal" que reuneixi tot el transport de la regió (TER, transport interurbà, etc.).
- Salvaguardar les línies fràgils i adaptar l'oferta. És a dir, millorar la infraestructura de les petites línies en mal estat, augmentar la freqüència i crear noves parades, per exemple, a prop de platja durant els mesos d'estiu.
- Millor accessibilitat de les estacions i trens per a usuaris amb mobilitat reduïda, amb deficiències visuals o amb problemes auditius.
- Invertir en línies d'alta velocitat, per desembussar les línies clàssiques i permetre que circulin més TER.
- Organitzar els transports molt demanats i eliminar els duplicats entre les ofertes de ferrocarril i per carretera existents, per racionalitzar els costos.
- Crear nous pols multimodals d'intercanvi.
- Millorar la coordinació entre els trens Intercités i TER.

També van sorgir els punts següents, tot i que no estan directament relacionats amb els serveis TER:
- El renaixement del transport de mercaderies ferroviàries.
- Consulta continuada amb els socis de transport.

## Trajectes
| 1  | TOLOSA-MATABUÒU ↔ Montastruc e la Conselhièra ↔ SANT SOMPLESI                                                                       | TOLOSA-MATABUÒU ↔ Montastruc e la Conselhièra ↔ SANT SOMPLESI                                                                       | TOLOSA-MATABUÒU ↔ Montastruc e la Conselhièra ↔ SANT SOMPLESI                                                                       | TOLOSA-MATABUÒU ↔ Montastruc e la Conselhièra ↔ SANT SOMPLESI                                                                       | TOLOSA-MATABUÒU ↔ Montastruc e la Conselhièra ↔ SANT SOMPLESI                                                                       | TOLOSA-MATABUÒU ↔ Montastruc e la Conselhièra ↔ SANT SOMPLESI                                                                       | TOLOSA-MATABUÒU ↔ Montastruc e la Conselhièra ↔ SANT SOMPLESI                                                                       | TOLOSA-MATABUÒU ↔ Montastruc e la Conselhièra ↔ SANT SOMPLESI                                                                       | TOLOSA-MATABUÒU ↔ Montastruc e la Conselhièra ↔ SANT SOMPLESI                                                                       |  |
|    | Longitud 26 km | Durada 30 min | Nb. parades 7 | Nit / Diumenge - Festiu · / | Horaris 5 h 33 - 22 h 56 | Xarxa TER d'Occitània | | | |  |
|    | | | | | | | | | |  |
| 2  | TOLOSA-MATABUÒU ↔ Sant Somplesi ↔ Galhac ↔ Albi Vila ↔ RODÉS (AVAIRON)                                                              | TOLOSA-MATABUÒU ↔ Sant Somplesi ↔ Galhac ↔ Albi Vila ↔ RODÉS (AVAIRON)                                                              | TOLOSA-MATABUÒU ↔ Sant Somplesi ↔ Galhac ↔ Albi Vila ↔ RODÉS (AVAIRON)                                                              | TOLOSA-MATABUÒU ↔ Sant Somplesi ↔ Galhac ↔ Albi Vila ↔ RODÉS (AVAIRON)                                                              | TOLOSA-MATABUÒU ↔ Sant Somplesi ↔ Galhac ↔ Albi Vila ↔ RODÉS (AVAIRON)                                                              | TOLOSA-MATABUÒU ↔ Sant Somplesi ↔ Galhac ↔ Albi Vila ↔ RODÉS (AVAIRON)                                                              | TOLOSA-MATABUÒU ↔ Sant Somplesi ↔ Galhac ↔ Albi Vila ↔ RODÉS (AVAIRON)                                                              | TOLOSA-MATABUÒU ↔ Sant Somplesi ↔ Galhac ↔ Albi Vila ↔ RODÉS (AVAIRON)                                                              | TOLOSA-MATABUÒU ↔ Sant Somplesi ↔ Galhac ↔ Albi Vila ↔ RODÉS (AVAIRON)                                                              |  |
|    | Longitud 157,9 km | Durada 2 h 15 min | Nb. parades 18 | Nit / Diumenge - Festiu · / | Horaris 5 h 20 - 21 h 07 | Xarxa TER d'Occitània | | | |  |
|    | | | | | | | | | |  |
| 3  | TOLOSA-MATABUÒU ↔ Galhac ↔ Vilafranca de Roergue ↔ Fijac ↔ ORLHAC (ALVÈRNIA)                                                        | TOLOSA-MATABUÒU ↔ Galhac ↔ Vilafranca de Roergue ↔ Fijac ↔ ORLHAC (ALVÈRNIA)                                                        | TOLOSA-MATABUÒU ↔ Galhac ↔ Vilafranca de Roergue ↔ Fijac ↔ ORLHAC (ALVÈRNIA)                                                        | TOLOSA-MATABUÒU ↔ Galhac ↔ Vilafranca de Roergue ↔ Fijac ↔ ORLHAC (ALVÈRNIA)                                                        | TOLOSA-MATABUÒU ↔ Galhac ↔ Vilafranca de Roergue ↔ Fijac ↔ ORLHAC (ALVÈRNIA)                                                        | TOLOSA-MATABUÒU ↔ Galhac ↔ Vilafranca de Roergue ↔ Fijac ↔ ORLHAC (ALVÈRNIA)                                                        | TOLOSA-MATABUÒU ↔ Galhac ↔ Vilafranca de Roergue ↔ Fijac ↔ ORLHAC (ALVÈRNIA)                                                        | TOLOSA-MATABUÒU ↔ Galhac ↔ Vilafranca de Roergue ↔ Fijac ↔ ORLHAC (ALVÈRNIA)                                                        | TOLOSA-MATABUÒU ↔ Galhac ↔ Vilafranca de Roergue ↔ Fijac ↔ ORLHAC (ALVÈRNIA)                                                        |  |
|    | Longitud 223,9 km | Durada 3 h 35 min | Nb. parades 20 | Nit / Diumenge - Festiu · / | Horaris 5 h 51 - 21 h 17 | Xarxa TER d'Alvèrnia-Roine-Alps / TER d'Occitània                                                                                   | | | |  |
|    | | | | | | | | | |  |
| 4  | ALBI VILA ↔ Galhac ↔ Vilafranca de Roergue ↔ FIJAC                                                                                  | ALBI VILA ↔ Galhac ↔ Vilafranca de Roergue ↔ FIJAC                                                                                  | ALBI VILA ↔ Galhac ↔ Vilafranca de Roergue ↔ FIJAC                                                                                  | ALBI VILA ↔ Galhac ↔ Vilafranca de Roergue ↔ FIJAC                                                                                  | ALBI VILA ↔ Galhac ↔ Vilafranca de Roergue ↔ FIJAC                                                                                  | ALBI VILA ↔ Galhac ↔ Vilafranca de Roergue ↔ FIJAC                                                                                  | ALBI VILA ↔ Galhac ↔ Vilafranca de Roergue ↔ FIJAC                                                                                  | ALBI VILA ↔ Galhac ↔ Vilafranca de Roergue ↔ FIJAC                                                                                  | ALBI VILA ↔ Galhac ↔ Vilafranca de Roergue ↔ FIJAC                                                                                  |  |
|    | Longitud | Durada 2 h 17 min | Nb. parades 12 | Nit / Diumenge - Festiu · / | Horaris 5 h 38 - 22 h 21 | Xarxa TER d'Occitània | | | |  |
|    | | | | | | | | | |  |
| 5  | LA SALA (AVAIRON) ↔ Aubinh ↔ VILAFRANCA DE ROERGUE                                                                                  | LA SALA (AVAIRON) ↔ Aubinh ↔ VILAFRANCA DE ROERGUE                                                                                  | LA SALA (AVAIRON) ↔ Aubinh ↔ VILAFRANCA DE ROERGUE                                                                                  | LA SALA (AVAIRON) ↔ Aubinh ↔ VILAFRANCA DE ROERGUE                                                                                  | LA SALA (AVAIRON) ↔ Aubinh ↔ VILAFRANCA DE ROERGUE                                                                                  | LA SALA (AVAIRON) ↔ Aubinh ↔ VILAFRANCA DE ROERGUE                                                                                  | LA SALA (AVAIRON) ↔ Aubinh ↔ VILAFRANCA DE ROERGUE                                                                                  | LA SALA (AVAIRON) ↔ Aubinh ↔ VILAFRANCA DE ROERGUE                                                                                  | LA SALA (AVAIRON) ↔ Aubinh ↔ VILAFRANCA DE ROERGUE                                                                                  |  |
|    | Longitud | Durada 56 min | Nb. parades 12 | Nit / Diumenge - Festiu · / | Horaris 5 h 32 - 20 h 58 | Xarxa TER d'Occitània | | | |  |
|    | | | | | | | | | |  |
| 6  | TOLOSA-MATABUÒU ↔ Narbona ↔ Besiers ↔ Montpeller - Sant-Roch ↔ Nimes ↔ Arle ↔ MARSELLA - SANT CARLES                                | TOLOSA-MATABUÒU ↔ Narbona ↔ Besiers ↔ Montpeller - Sant-Roch ↔ Nimes ↔ Arle ↔ MARSELLA - SANT CARLES                                | TOLOSA-MATABUÒU ↔ Narbona ↔ Besiers ↔ Montpeller - Sant-Roch ↔ Nimes ↔ Arle ↔ MARSELLA - SANT CARLES                                | TOLOSA-MATABUÒU ↔ Narbona ↔ Besiers ↔ Montpeller - Sant-Roch ↔ Nimes ↔ Arle ↔ MARSELLA - SANT CARLES                                | TOLOSA-MATABUÒU ↔ Narbona ↔ Besiers ↔ Montpeller - Sant-Roch ↔ Nimes ↔ Arle ↔ MARSELLA - SANT CARLES                                | TOLOSA-MATABUÒU ↔ Narbona ↔ Besiers ↔ Montpeller - Sant-Roch ↔ Nimes ↔ Arle ↔ MARSELLA - SANT CARLES                                | TOLOSA-MATABUÒU ↔ Narbona ↔ Besiers ↔ Montpeller - Sant-Roch ↔ Nimes ↔ Arle ↔ MARSELLA - SANT CARLES                                | TOLOSA-MATABUÒU ↔ Narbona ↔ Besiers ↔ Montpeller - Sant-Roch ↔ Nimes ↔ Arle ↔ MARSELLA - SANT CARLES                                | TOLOSA-MATABUÒU ↔ Narbona ↔ Besiers ↔ Montpeller - Sant-Roch ↔ Nimes ↔ Arle ↔ MARSELLA - SANT CARLES                                |  |
|    | Longitud | Durada 4 h 57 min | Nb. parades 14 | Nit / Diumenge - Festiu · / | Horaris 6 h 15 - 19 h 18 | Xarxa TER d'Occitània / TER de Provença-Alps-Costa Blava                                                                            | | | |  |
|    | | | | | | | | | |  |
| 8  | RODÉS (AVAIRON) ↔ Millau ↔ SENT ROMAN DE SARNON                                                                                     | RODÉS (AVAIRON) ↔ Millau ↔ SENT ROMAN DE SARNON                                                                                     | RODÉS (AVAIRON) ↔ Millau ↔ SENT ROMAN DE SARNON                                                                                     | RODÉS (AVAIRON) ↔ Millau ↔ SENT ROMAN DE SARNON                                                                                     | RODÉS (AVAIRON) ↔ Millau ↔ SENT ROMAN DE SARNON                                                                                     | RODÉS (AVAIRON) ↔ Millau ↔ SENT ROMAN DE SARNON                                                                                     | RODÉS (AVAIRON) ↔ Millau ↔ SENT ROMAN DE SARNON                                                                                     | RODÉS (AVAIRON) ↔ Millau ↔ SENT ROMAN DE SARNON                                                                                     | RODÉS (AVAIRON) ↔ Millau ↔ SENT ROMAN DE SARNON                                                                                     |  |
|    | Longitud | Durada 1 h 50 min | Nb. parades 6 | Nit / Diumenge - Festiu · / | Horaris 4 h 52 - 22 h 30 | Xarxa TER d'Occitània | | | |  |
|    | | | | | | | | | |  |
| 9  | TOLOSA-MATABUÒU ↔ Sant Somplesi ↔ Castres (Tarn) ↔ MASAMET                                                                          | TOLOSA-MATABUÒU ↔ Sant Somplesi ↔ Castres (Tarn) ↔ MASAMET                                                                          | TOLOSA-MATABUÒU ↔ Sant Somplesi ↔ Castres (Tarn) ↔ MASAMET                                                                          | TOLOSA-MATABUÒU ↔ Sant Somplesi ↔ Castres (Tarn) ↔ MASAMET                                                                          | TOLOSA-MATABUÒU ↔ Sant Somplesi ↔ Castres (Tarn) ↔ MASAMET                                                                          | TOLOSA-MATABUÒU ↔ Sant Somplesi ↔ Castres (Tarn) ↔ MASAMET                                                                          | TOLOSA-MATABUÒU ↔ Sant Somplesi ↔ Castres (Tarn) ↔ MASAMET                                                                          | TOLOSA-MATABUÒU ↔ Sant Somplesi ↔ Castres (Tarn) ↔ MASAMET                                                                          | TOLOSA-MATABUÒU ↔ Sant Somplesi ↔ Castres (Tarn) ↔ MASAMET                                                                          |  |
|    | Longitud | Durada 1 h 31 min | Nb. parades 11 | Nit / Diumenge - Festiu · / | Horaris 4 h 27 - 23 h 20 | Xarxa TER d'Occitània | | | |  |
|    | | | | | | | | | |  |
| 10 | TOLOSA-MATABUÒU ↔ Castellnou d'Arri ↔ Carcassona ↔ NARBONA                                                                          | TOLOSA-MATABUÒU ↔ Castellnou d'Arri ↔ Carcassona ↔ NARBONA                                                                          | TOLOSA-MATABUÒU ↔ Castellnou d'Arri ↔ Carcassona ↔ NARBONA                                                                          | TOLOSA-MATABUÒU ↔ Castellnou d'Arri ↔ Carcassona ↔ NARBONA                                                                          | TOLOSA-MATABUÒU ↔ Castellnou d'Arri ↔ Carcassona ↔ NARBONA                                                                          | TOLOSA-MATABUÒU ↔ Castellnou d'Arri ↔ Carcassona ↔ NARBONA                                                                          | TOLOSA-MATABUÒU ↔ Castellnou d'Arri ↔ Carcassona ↔ NARBONA                                                                          | TOLOSA-MATABUÒU ↔ Castellnou d'Arri ↔ Carcassona ↔ NARBONA                                                                          | TOLOSA-MATABUÒU ↔ Castellnou d'Arri ↔ Carcassona ↔ NARBONA                                                                          |  |
|    | Longitud | Durada 1 h 42 min | Nb. parades 15 | Nit / Diumenge - Festiu · / | Horaris 5 h 55 - 21 h 09 | Xarxa TER d'Occitània | | | |  |
|    | | | | | | | | | |  |
| 11 | TOLOSA-MATABUÒU ↔ Pàmies ↔ Foix ↔ Acs ↔ LA TOR DE QUEROL – ENVEIG                                                                   | TOLOSA-MATABUÒU ↔ Pàmies ↔ Foix ↔ Acs ↔ LA TOR DE QUEROL – ENVEIG                                                                   | TOLOSA-MATABUÒU ↔ Pàmies ↔ Foix ↔ Acs ↔ LA TOR DE QUEROL – ENVEIG                                                                   | TOLOSA-MATABUÒU ↔ Pàmies ↔ Foix ↔ Acs ↔ LA TOR DE QUEROL – ENVEIG                                                                   | TOLOSA-MATABUÒU ↔ Pàmies ↔ Foix ↔ Acs ↔ LA TOR DE QUEROL – ENVEIG                                                                   | TOLOSA-MATABUÒU ↔ Pàmies ↔ Foix ↔ Acs ↔ LA TOR DE QUEROL – ENVEIG                                                                   | TOLOSA-MATABUÒU ↔ Pàmies ↔ Foix ↔ Acs ↔ LA TOR DE QUEROL – ENVEIG                                                                   | TOLOSA-MATABUÒU ↔ Pàmies ↔ Foix ↔ Acs ↔ LA TOR DE QUEROL – ENVEIG                                                                   | TOLOSA-MATABUÒU ↔ Pàmies ↔ Foix ↔ Acs ↔ LA TOR DE QUEROL – ENVEIG                                                                   |  |
|    | Longitud | Durada 2 h 49 min | Nb. parades 20 | Nit / Diumenge - Festiu · / | Horaris 6 h 02 - 23 h 04 | Xarxa TER d'Occitània | | | |  |
|    | | | | | | | | | |  |
| 12 | TOLOSA-MATABUÒU ↔ MURET | TOLOSA-MATABUÒU ↔ MURET | TOLOSA-MATABUÒU ↔ MURET | TOLOSA-MATABUÒU ↔ MURET | TOLOSA-MATABUÒU ↔ MURET | TOLOSA-MATABUÒU ↔ MURET | TOLOSA-MATABUÒU ↔ MURET | TOLOSA-MATABUÒU ↔ MURET | TOLOSA-MATABUÒU ↔ MURET |  |
|    | Longitud | Durada 20 min | Nb. parades 4 | Nit / Diumenge - Festiu · / | Horaris 6 h 09 - 22 h 02 | Xarxa TER d'Occitània | | | |  |
|    | | | | | | | | | |  |
| 14 | TOLOSA-MATABUÒU ↔ MONT-REJAU - GORDAN E POLINHAN                                                                                    | TOLOSA-MATABUÒU ↔ MONT-REJAU - GORDAN E POLINHAN                                                                                    | TOLOSA-MATABUÒU ↔ MONT-REJAU - GORDAN E POLINHAN                                                                                    | TOLOSA-MATABUÒU ↔ MONT-REJAU - GORDAN E POLINHAN                                                                                    | TOLOSA-MATABUÒU ↔ MONT-REJAU - GORDAN E POLINHAN                                                                                    | TOLOSA-MATABUÒU ↔ MONT-REJAU - GORDAN E POLINHAN                                                                                    | TOLOSA-MATABUÒU ↔ MONT-REJAU - GORDAN E POLINHAN                                                                                    | TOLOSA-MATABUÒU ↔ MONT-REJAU - GORDAN E POLINHAN                                                                                    | TOLOSA-MATABUÒU ↔ MONT-REJAU - GORDAN E POLINHAN                                                                                    |  |
|    | Longitud | Durada 1h 15 min | Nb. parades 2 | Nit / Diumenge - Festiu · / | Horaris 6 h 30 - 21 h 30 | Xarxa TER d'Occitània | | | |  |
|    | | | | | | | | | |  |
| 15 | TOLOSA-MATABUÒU ↔ Bossens ↔ Mont-rejau ↔ Tarba ↔ Lorda ↔ PAU                                                                        | TOLOSA-MATABUÒU ↔ Bossens ↔ Mont-rejau ↔ Tarba ↔ Lorda ↔ PAU                                                                        | TOLOSA-MATABUÒU ↔ Bossens ↔ Mont-rejau ↔ Tarba ↔ Lorda ↔ PAU                                                                        | TOLOSA-MATABUÒU ↔ Bossens ↔ Mont-rejau ↔ Tarba ↔ Lorda ↔ PAU                                                                        | TOLOSA-MATABUÒU ↔ Bossens ↔ Mont-rejau ↔ Tarba ↔ Lorda ↔ PAU                                                                        | TOLOSA-MATABUÒU ↔ Bossens ↔ Mont-rejau ↔ Tarba ↔ Lorda ↔ PAU                                                                        | TOLOSA-MATABUÒU ↔ Bossens ↔ Mont-rejau ↔ Tarba ↔ Lorda ↔ PAU                                                                        | TOLOSA-MATABUÒU ↔ Bossens ↔ Mont-rejau ↔ Tarba ↔ Lorda ↔ PAU                                                                        | TOLOSA-MATABUÒU ↔ Bossens ↔ Mont-rejau ↔ Tarba ↔ Lorda ↔ PAU                                                                        |  |
|    | Longitud | Durada 2 h 35 min | Nb. parades 19 | Nit / Diumenge - Festiu · / | Horaris 5 h 21 - 22 h 33 | Xarxa TER d'Occitània / TER de Nova Aquitània                                                                                       | | | |  |
|    | | | | | | | | | |  |
| 16 | TOLOSA-MATABUÒU ↔ Tolosa - Sant Cebrià – Arenes ↔ Colomièrs ↔ L'Isla de Baish ↔ AUSH                                                | TOLOSA-MATABUÒU ↔ Tolosa - Sant Cebrià – Arenes ↔ Colomièrs ↔ L'Isla de Baish ↔ AUSH                                                | TOLOSA-MATABUÒU ↔ Tolosa - Sant Cebrià – Arenes ↔ Colomièrs ↔ L'Isla de Baish ↔ AUSH                                                | TOLOSA-MATABUÒU ↔ Tolosa - Sant Cebrià – Arenes ↔ Colomièrs ↔ L'Isla de Baish ↔ AUSH                                                | TOLOSA-MATABUÒU ↔ Tolosa - Sant Cebrià – Arenes ↔ Colomièrs ↔ L'Isla de Baish ↔ AUSH                                                | TOLOSA-MATABUÒU ↔ Tolosa - Sant Cebrià – Arenes ↔ Colomièrs ↔ L'Isla de Baish ↔ AUSH                                                | TOLOSA-MATABUÒU ↔ Tolosa - Sant Cebrià – Arenes ↔ Colomièrs ↔ L'Isla de Baish ↔ AUSH                                                | TOLOSA-MATABUÒU ↔ Tolosa - Sant Cebrià – Arenes ↔ Colomièrs ↔ L'Isla de Baish ↔ AUSH                                                | TOLOSA-MATABUÒU ↔ Tolosa - Sant Cebrià – Arenes ↔ Colomièrs ↔ L'Isla de Baish ↔ AUSH                                                |  |
|    | Longitud | Durada 1 h 33 min | Nb. parades 17 | Nit / Diumenge - Festiu · / | Horaris 5 h 24 - 22 h 00 | Xarxa TER d'Occitània | | | |  |
|    | | | | | | | | | |  |
| 17 | TOLOSA-MATABUÒU ↔ MONTALBAN-VILABORBÓ                                                                                               | TOLOSA-MATABUÒU ↔ MONTALBAN-VILABORBÓ                                                                                               | TOLOSA-MATABUÒU ↔ MONTALBAN-VILABORBÓ                                                                                               | TOLOSA-MATABUÒU ↔ MONTALBAN-VILABORBÓ                                                                                               | TOLOSA-MATABUÒU ↔ MONTALBAN-VILABORBÓ                                                                                               | TOLOSA-MATABUÒU ↔ MONTALBAN-VILABORBÓ                                                                                               | TOLOSA-MATABUÒU ↔ MONTALBAN-VILABORBÓ                                                                                               | TOLOSA-MATABUÒU ↔ MONTALBAN-VILABORBÓ                                                                                               | TOLOSA-MATABUÒU ↔ MONTALBAN-VILABORBÓ                                                                                               |  |
|    | Longitud | Durada 43 min | Nb. parades 8 | Nit / Diumenge - Festiu · / | Horaris 5 h 59 - 22 h 35 | Xarxa TER d'Occitània | | | |  |
|    | | | | | | | | | |  |
| 18 | TOLOSA-MATABUÒU ↔ Montalban-Vilaborbó ↔ Agen ↔ BORDEUS - SANT JOAN                                                                  | TOLOSA-MATABUÒU ↔ Montalban-Vilaborbó ↔ Agen ↔ BORDEUS - SANT JOAN                                                                  | TOLOSA-MATABUÒU ↔ Montalban-Vilaborbó ↔ Agen ↔ BORDEUS - SANT JOAN                                                                  | TOLOSA-MATABUÒU ↔ Montalban-Vilaborbó ↔ Agen ↔ BORDEUS - SANT JOAN                                                                  | TOLOSA-MATABUÒU ↔ Montalban-Vilaborbó ↔ Agen ↔ BORDEUS - SANT JOAN                                                                  | TOLOSA-MATABUÒU ↔ Montalban-Vilaborbó ↔ Agen ↔ BORDEUS - SANT JOAN                                                                  | TOLOSA-MATABUÒU ↔ Montalban-Vilaborbó ↔ Agen ↔ BORDEUS - SANT JOAN                                                                  | TOLOSA-MATABUÒU ↔ Montalban-Vilaborbó ↔ Agen ↔ BORDEUS - SANT JOAN                                                                  | TOLOSA-MATABUÒU ↔ Montalban-Vilaborbó ↔ Agen ↔ BORDEUS - SANT JOAN                                                                  |  |
|    | Longitud | Durada 2 h 07 min | Nb. parades 10 | Nit / Diumenge - Festiu · / | Horaris 5 h 59 - 21 h 42 | Xarxa TER d'Occitània / TER de Nova Aquitània                                                                                       | | | |  |
|    | | | | | | | | | |  |
| 19 | TOLOSA-MATABUÒU ↔ Montalban-Vilaborbó ↔ Caors ↔ BRIVA LA GALHARDA                                                                   | TOLOSA-MATABUÒU ↔ Montalban-Vilaborbó ↔ Caors ↔ BRIVA LA GALHARDA                                                                   | TOLOSA-MATABUÒU ↔ Montalban-Vilaborbó ↔ Caors ↔ BRIVA LA GALHARDA                                                                   | TOLOSA-MATABUÒU ↔ Montalban-Vilaborbó ↔ Caors ↔ BRIVA LA GALHARDA                                                                   | TOLOSA-MATABUÒU ↔ Montalban-Vilaborbó ↔ Caors ↔ BRIVA LA GALHARDA                                                                   | TOLOSA-MATABUÒU ↔ Montalban-Vilaborbó ↔ Caors ↔ BRIVA LA GALHARDA                                                                   | TOLOSA-MATABUÒU ↔ Montalban-Vilaborbó ↔ Caors ↔ BRIVA LA GALHARDA                                                                   | TOLOSA-MATABUÒU ↔ Montalban-Vilaborbó ↔ Caors ↔ BRIVA LA GALHARDA                                                                   | TOLOSA-MATABUÒU ↔ Montalban-Vilaborbó ↔ Caors ↔ BRIVA LA GALHARDA                                                                   |  |
|    | Longitud | Durada 2 h 43 min | Nb. parades 17 | Nit / Diumenge - Festiu · / | Horaris 5 h 55 - 21 h 35 | Xarxa TER d'Occitània / TER de Nova Aquitània                                                                                       | | | |  |
|    | | | | | | | | | |  |
| 21 | NARBONA ↔ Besiers ↔ Montpeller - Sant-Roch ↔ Nimes ↔ AVINYÓ-CENTRE                                                                  | NARBONA ↔ Besiers ↔ Montpeller - Sant-Roch ↔ Nimes ↔ AVINYÓ-CENTRE                                                                  | NARBONA ↔ Besiers ↔ Montpeller - Sant-Roch ↔ Nimes ↔ AVINYÓ-CENTRE                                                                  | NARBONA ↔ Besiers ↔ Montpeller - Sant-Roch ↔ Nimes ↔ AVINYÓ-CENTRE                                                                  | NARBONA ↔ Besiers ↔ Montpeller - Sant-Roch ↔ Nimes ↔ AVINYÓ-CENTRE                                                                  | NARBONA ↔ Besiers ↔ Montpeller - Sant-Roch ↔ Nimes ↔ AVINYÓ-CENTRE                                                                  | NARBONA ↔ Besiers ↔ Montpeller - Sant-Roch ↔ Nimes ↔ AVINYÓ-CENTRE                                                                  | NARBONA ↔ Besiers ↔ Montpeller - Sant-Roch ↔ Nimes ↔ AVINYÓ-CENTRE                                                                  | NARBONA ↔ Besiers ↔ Montpeller - Sant-Roch ↔ Nimes ↔ AVINYÓ-CENTRE                                                                  |  |
|    | Longitud | Durada 2 h 25 min | Nb. parades 26 | Nit / Diumenge - Festiu · / | Horaris 4 h 39 - 23 h 52 | Xarxa TER d'Occitània / TER de Provença-Alps-Costa Blava                                                                            | | | |  |
|    | | | | | | | | | |  |
| 22 | AVINYÓ-CENTRE ↔ Montpeller - Sant-Roch ↔ Narbona ↔ PORTBOU-ESPANYA                                                                  | AVINYÓ-CENTRE ↔ Montpeller - Sant-Roch ↔ Narbona ↔ PORTBOU-ESPANYA                                                                  | AVINYÓ-CENTRE ↔ Montpeller - Sant-Roch ↔ Narbona ↔ PORTBOU-ESPANYA                                                                  | AVINYÓ-CENTRE ↔ Montpeller - Sant-Roch ↔ Narbona ↔ PORTBOU-ESPANYA                                                                  | AVINYÓ-CENTRE ↔ Montpeller - Sant-Roch ↔ Narbona ↔ PORTBOU-ESPANYA                                                                  | AVINYÓ-CENTRE ↔ Montpeller - Sant-Roch ↔ Narbona ↔ PORTBOU-ESPANYA                                                                  | AVINYÓ-CENTRE ↔ Montpeller - Sant-Roch ↔ Narbona ↔ PORTBOU-ESPANYA                                                                  | AVINYÓ-CENTRE ↔ Montpeller - Sant-Roch ↔ Narbona ↔ PORTBOU-ESPANYA                                                                  | AVINYÓ-CENTRE ↔ Montpeller - Sant-Roch ↔ Narbona ↔ PORTBOU-ESPANYA                                                                  |  |
|    | Longitud | Durada 2 h 35 min | Nb. parades 13 | Nit / Diumenge - Festiu · / | Horaris 4 h 39 - 23 h 52 | Xarxa TER d'Occitània / TER de Provença-Alps-Costa Blava                                                                            | | | |  |
|    | | | | | | | | | |  |
| 23 | NARBONA ↔ Perpinyà ↔ PORTBOU | NARBONA ↔ Perpinyà ↔ PORTBOU | NARBONA ↔ Perpinyà ↔ PORTBOU | NARBONA ↔ Perpinyà ↔ PORTBOU | NARBONA ↔ Perpinyà ↔ PORTBOU | NARBONA ↔ Perpinyà ↔ PORTBOU | NARBONA ↔ Perpinyà ↔ PORTBOU | NARBONA ↔ Perpinyà ↔ PORTBOU | NARBONA ↔ Perpinyà ↔ PORTBOU |  |
|    | Longitud | Durada 1 h 40 min | Nb. parades 13 | Nit / Diumenge - Festiu · / | Horaris 5 h 43 - 22 h 40 | Xarxa TER d'Occitània | | | |  |
|    | | | | | | | | | |  |
| 24 | PERPINYÀ ↔ VILAFRANCA-VERNET ↔ Font-romeu, Odelló i Vià ↔ LA TOR DE QUEROL – ENVEIG (Tren groc)                                     | PERPINYÀ ↔ VILAFRANCA-VERNET ↔ Font-romeu, Odelló i Vià ↔ LA TOR DE QUEROL – ENVEIG (Tren groc)                                     | PERPINYÀ ↔ VILAFRANCA-VERNET ↔ Font-romeu, Odelló i Vià ↔ LA TOR DE QUEROL – ENVEIG (Tren groc)                                     | PERPINYÀ ↔ VILAFRANCA-VERNET ↔ Font-romeu, Odelló i Vià ↔ LA TOR DE QUEROL – ENVEIG (Tren groc)                                     | PERPINYÀ ↔ VILAFRANCA-VERNET ↔ Font-romeu, Odelló i Vià ↔ LA TOR DE QUEROL – ENVEIG (Tren groc)                                     | PERPINYÀ ↔ VILAFRANCA-VERNET ↔ Font-romeu, Odelló i Vià ↔ LA TOR DE QUEROL – ENVEIG (Tren groc)                                     | PERPINYÀ ↔ VILAFRANCA-VERNET ↔ Font-romeu, Odelló i Vià ↔ LA TOR DE QUEROL – ENVEIG (Tren groc)                                     | PERPINYÀ ↔ VILAFRANCA-VERNET ↔ Font-romeu, Odelló i Vià ↔ LA TOR DE QUEROL – ENVEIG (Tren groc)                                     | PERPINYÀ ↔ VILAFRANCA-VERNET ↔ Font-romeu, Odelló i Vià ↔ LA TOR DE QUEROL – ENVEIG (Tren groc)                                     |  |
|    | Longitud | Durada 4 H 03 min | Nb. parades 31 | Nit / Diumenge - Festiu · / | Horaris 6 h 25 - 20 h 46 | Xarxa TER d'Occitània | | | |  |
|    | | | | | | | | | |  |
| 25 | TOLOSA-MATABUÒU ↔ Narbona ↔ PERPINYÀ                                                                                                | TOLOSA-MATABUÒU ↔ Narbona ↔ PERPINYÀ                                                                                                | TOLOSA-MATABUÒU ↔ Narbona ↔ PERPINYÀ                                                                                                | TOLOSA-MATABUÒU ↔ Narbona ↔ PERPINYÀ                                                                                                | TOLOSA-MATABUÒU ↔ Narbona ↔ PERPINYÀ                                                                                                | TOLOSA-MATABUÒU ↔ Narbona ↔ PERPINYÀ                                                                                                | TOLOSA-MATABUÒU ↔ Narbona ↔ PERPINYÀ                                                                                                | TOLOSA-MATABUÒU ↔ Narbona ↔ PERPINYÀ                                                                                                | TOLOSA-MATABUÒU ↔ Narbona ↔ PERPINYÀ                                                                                                |  |
|    | Longitud | Durada 2 h 22 min | Nb. parades 16 | Nit / Diumenge - Festiu · / | Horaris 5 h 43 - 21 h 49 | Xarxa TER d'Occitània | | | |  |
|    | | | | | | | | | |  |
| 27 | NIMES ↔ Alèst ↔ Ginolhac ↔ Puèglaurenç - Sant Laurenç de Borna ↔ Maruèjols ↔ Langònha ↔ CLARMONT D'ALVÈRNIA per Maruèjols           | NIMES ↔ Alèst ↔ Ginolhac ↔ Puèglaurenç - Sant Laurenç de Borna ↔ Maruèjols ↔ Langònha ↔ CLARMONT D'ALVÈRNIA per Maruèjols           | NIMES ↔ Alèst ↔ Ginolhac ↔ Puèglaurenç - Sant Laurenç de Borna ↔ Maruèjols ↔ Langònha ↔ CLARMONT D'ALVÈRNIA per Maruèjols           | NIMES ↔ Alèst ↔ Ginolhac ↔ Puèglaurenç - Sant Laurenç de Borna ↔ Maruèjols ↔ Langònha ↔ CLARMONT D'ALVÈRNIA per Maruèjols           | NIMES ↔ Alèst ↔ Ginolhac ↔ Puèglaurenç - Sant Laurenç de Borna ↔ Maruèjols ↔ Langònha ↔ CLARMONT D'ALVÈRNIA per Maruèjols           | NIMES ↔ Alèst ↔ Ginolhac ↔ Puèglaurenç - Sant Laurenç de Borna ↔ Maruèjols ↔ Langònha ↔ CLARMONT D'ALVÈRNIA per Maruèjols           | NIMES ↔ Alèst ↔ Ginolhac ↔ Puèglaurenç - Sant Laurenç de Borna ↔ Maruèjols ↔ Langònha ↔ CLARMONT D'ALVÈRNIA per Maruèjols           | NIMES ↔ Alèst ↔ Ginolhac ↔ Puèglaurenç - Sant Laurenç de Borna ↔ Maruèjols ↔ Langònha ↔ CLARMONT D'ALVÈRNIA per Maruèjols           | NIMES ↔ Alèst ↔ Ginolhac ↔ Puèglaurenç - Sant Laurenç de Borna ↔ Maruèjols ↔ Langònha ↔ CLARMONT D'ALVÈRNIA per Maruèjols           |  |
|    | Longitud | Durada 4 h 59 min | Nb. parades 19 | Nit / Diumenge - Festiu · / | Horaris 5 h 57 - 23 h 13 | Xarxa TER d'Occitània / TER d'Alvèrnia-Roine-Alps                                                                                   | | | |  |
|    | | | | | | | | | |  |
| 28 | BESIERS ↔ Bedarius ↔ Millau ↔ Maruèjols ↔ CLARMONT D'ALVÈRNIA                                                                       | BESIERS ↔ Bedarius ↔ Millau ↔ Maruèjols ↔ CLARMONT D'ALVÈRNIA                                                                       | BESIERS ↔ Bedarius ↔ Millau ↔ Maruèjols ↔ CLARMONT D'ALVÈRNIA                                                                       | BESIERS ↔ Bedarius ↔ Millau ↔ Maruèjols ↔ CLARMONT D'ALVÈRNIA                                                                       | BESIERS ↔ Bedarius ↔ Millau ↔ Maruèjols ↔ CLARMONT D'ALVÈRNIA                                                                       | BESIERS ↔ Bedarius ↔ Millau ↔ Maruèjols ↔ CLARMONT D'ALVÈRNIA                                                                       | BESIERS ↔ Bedarius ↔ Millau ↔ Maruèjols ↔ CLARMONT D'ALVÈRNIA                                                                       | BESIERS ↔ Bedarius ↔ Millau ↔ Maruèjols ↔ CLARMONT D'ALVÈRNIA                                                                       | BESIERS ↔ Bedarius ↔ Millau ↔ Maruèjols ↔ CLARMONT D'ALVÈRNIA                                                                       |  |
|    | Longitud | Durada 6 h 25 min | Nb. parades 20 | Nit / Diumenge - Festiu · / | Horaris 5 h 51 - 22 h 59 | Xarxa TER d'Occitània / TER d'Alvèrnia-Roine-Alps                                                                                   | | | |  |
|    | | | | | | | | | |  |
| 29 | CARCASSONA ↔ Limós ↔ QUILHAN | CARCASSONA ↔ Limós ↔ QUILHAN | CARCASSONA ↔ Limós ↔ QUILHAN | CARCASSONA ↔ Limós ↔ QUILHAN | CARCASSONA ↔ Limós ↔ QUILHAN | CARCASSONA ↔ Limós ↔ QUILHAN | CARCASSONA ↔ Limós ↔ QUILHAN | CARCASSONA ↔ Limós ↔ QUILHAN | CARCASSONA ↔ Limós ↔ QUILHAN |  |
|    | Longitud | Durada 1 h 30 min | Nb. parades 11 | Nit / Diumenge - Festiu · / | Horaris 6 h 43 - 19 h 29 | Xarxa TER d'Occitània | | | |  |
|    | | | | | | | | | |  |
| 30 | MONTPELLER - SANT-ROCH ↔ Besiers ↔ Maruèjols ↔ MENDE o MONTPELLER - SANT-ROCH ↔ Nimes ↔ Puèglaurenç - Sant Laurenç de Borna ↔ MENDE | MONTPELLER - SANT-ROCH ↔ Besiers ↔ Maruèjols ↔ MENDE o MONTPELLER - SANT-ROCH ↔ Nimes ↔ Puèglaurenç - Sant Laurenç de Borna ↔ MENDE | MONTPELLER - SANT-ROCH ↔ Besiers ↔ Maruèjols ↔ MENDE o MONTPELLER - SANT-ROCH ↔ Nimes ↔ Puèglaurenç - Sant Laurenç de Borna ↔ MENDE | MONTPELLER - SANT-ROCH ↔ Besiers ↔ Maruèjols ↔ MENDE o MONTPELLER - SANT-ROCH ↔ Nimes ↔ Puèglaurenç - Sant Laurenç de Borna ↔ MENDE | MONTPELLER - SANT-ROCH ↔ Besiers ↔ Maruèjols ↔ MENDE o MONTPELLER - SANT-ROCH ↔ Nimes ↔ Puèglaurenç - Sant Laurenç de Borna ↔ MENDE | MONTPELLER - SANT-ROCH ↔ Besiers ↔ Maruèjols ↔ MENDE o MONTPELLER - SANT-ROCH ↔ Nimes ↔ Puèglaurenç - Sant Laurenç de Borna ↔ MENDE | MONTPELLER - SANT-ROCH ↔ Besiers ↔ Maruèjols ↔ MENDE o MONTPELLER - SANT-ROCH ↔ Nimes ↔ Puèglaurenç - Sant Laurenç de Borna ↔ MENDE | MONTPELLER - SANT-ROCH ↔ Besiers ↔ Maruèjols ↔ MENDE o MONTPELLER - SANT-ROCH ↔ Nimes ↔ Puèglaurenç - Sant Laurenç de Borna ↔ MENDE | MONTPELLER - SANT-ROCH ↔ Besiers ↔ Maruèjols ↔ MENDE o MONTPELLER - SANT-ROCH ↔ Nimes ↔ Puèglaurenç - Sant Laurenç de Borna ↔ MENDE |  |
|    | Longitud | Durada 3 h 41 min / 5 h 04 min | Nb. parades 9 / 12 | Nit / Diumenge - Festiu · / | Horaris 4 h 46 - 23 h 13 | Xarxa TER d'Occitània | | | |  |
|    | | | | | | | | | |  |
| 31 | CLARMONT D'ALVÈRNIA ↔ Maruèjols ↔ MENDE o CLARMONT D'ALVÈRNIA ↔ Puèglaurenç - Sant Laurenç de Borna ↔ MENDE                         | CLARMONT D'ALVÈRNIA ↔ Maruèjols ↔ MENDE o CLARMONT D'ALVÈRNIA ↔ Puèglaurenç - Sant Laurenç de Borna ↔ MENDE                         | CLARMONT D'ALVÈRNIA ↔ Maruèjols ↔ MENDE o CLARMONT D'ALVÈRNIA ↔ Puèglaurenç - Sant Laurenç de Borna ↔ MENDE                         | CLARMONT D'ALVÈRNIA ↔ Maruèjols ↔ MENDE o CLARMONT D'ALVÈRNIA ↔ Puèglaurenç - Sant Laurenç de Borna ↔ MENDE                         | CLARMONT D'ALVÈRNIA ↔ Maruèjols ↔ MENDE o CLARMONT D'ALVÈRNIA ↔ Puèglaurenç - Sant Laurenç de Borna ↔ MENDE                         | CLARMONT D'ALVÈRNIA ↔ Maruèjols ↔ MENDE o CLARMONT D'ALVÈRNIA ↔ Puèglaurenç - Sant Laurenç de Borna ↔ MENDE                         | CLARMONT D'ALVÈRNIA ↔ Maruèjols ↔ MENDE o CLARMONT D'ALVÈRNIA ↔ Puèglaurenç - Sant Laurenç de Borna ↔ MENDE                         | CLARMONT D'ALVÈRNIA ↔ Maruèjols ↔ MENDE o CLARMONT D'ALVÈRNIA ↔ Puèglaurenç - Sant Laurenç de Borna ↔ MENDE                         | CLARMONT D'ALVÈRNIA ↔ Maruèjols ↔ MENDE o CLARMONT D'ALVÈRNIA ↔ Puèglaurenç - Sant Laurenç de Borna ↔ MENDE                         |  |
|    | Longitud | Durada 4 h 03 min / 4 h 19 min | Nb. parades 14 / 9 | Nit / Diumenge - Festiu · / | Horaris 4 h 46 - 23 h 11 | Xarxa TER d'Occitània / TER d'Alvèrnia-Roine-Alps                                                                                   | | | |  |

## Material rodant
El material rodant del TER d'Occitània està heretat únicament a partir de les dotacions TER de les antigues regions de Migdia-Pirineus i Llenguadoc-Rosselló.
| Sèrie   | Nombre de caixes | STF SMP | STF SOC | STF SLR | Total |
| ------- | ---------------- | ------- | ------- | ------- | ----- |
| B 81500 | 3 o 4 caixes     | 18      | –       | 9       | 27    |
| B 83500 | 4 caixes (M)     | –       | 18      | –       | 18    |
| B 84500 | 4 caixes (M)     | –       | 3       | –       | 3     |
| X 73500 | mono-caixa       | 27      | –       | 11      | 38    |
| Z 100   | 2 a 3 caixes     | –       | –       | 13      | 13    |
| Z 150   | 3 caixes         | –       | –       | 2       | 2     |
| Z 7300  | 2 caixes         | –       | 15      | –       | 15    |
| Z 7500  | 2 caixes         | –       | 3       | –       | 3     |
| Z 27500 | 3 o 4 caixes     | 19      | –       | 37      | 56    |
| Z 54900 | 4 caixes         | –       | 15      | –       | 15    |
| Z 56300 | 6 caixes         | –       | 18      | –       | 18    |

El 10 de gener de 2020, el parc del material rodant de la regió estava constituït per 207 unitats. 
El parc està gestionat per tres supervisions tècniques de la flota (STF)
- SLR : STF Llenguadoc-Rosselló (Nimes, Perpinyà)
- SMP : STF Migdia-Pirineus (Tolosa)
- SOC : STF Occitània (Nimes, Tolosa)

Algunes relacions TER també es van dur a terme amb trens Corail.

### Marcatge
Els trens de la xarxa TER d'Occitània tenen els colors de les antigues regions de Migdia-Pirineus (marcatge TER institucional) i Llenguadoc-Rosselló (marcatge vermell específic). Els trens tindran, de manera progressiva, el nou marcatge en les línies intermodals LiO, que serà de color vermell brillant a mesura que s'aniran entrant en servei els nous trens i en funció del pas dels trens que estan en servei, durant les operacions de manteniment.

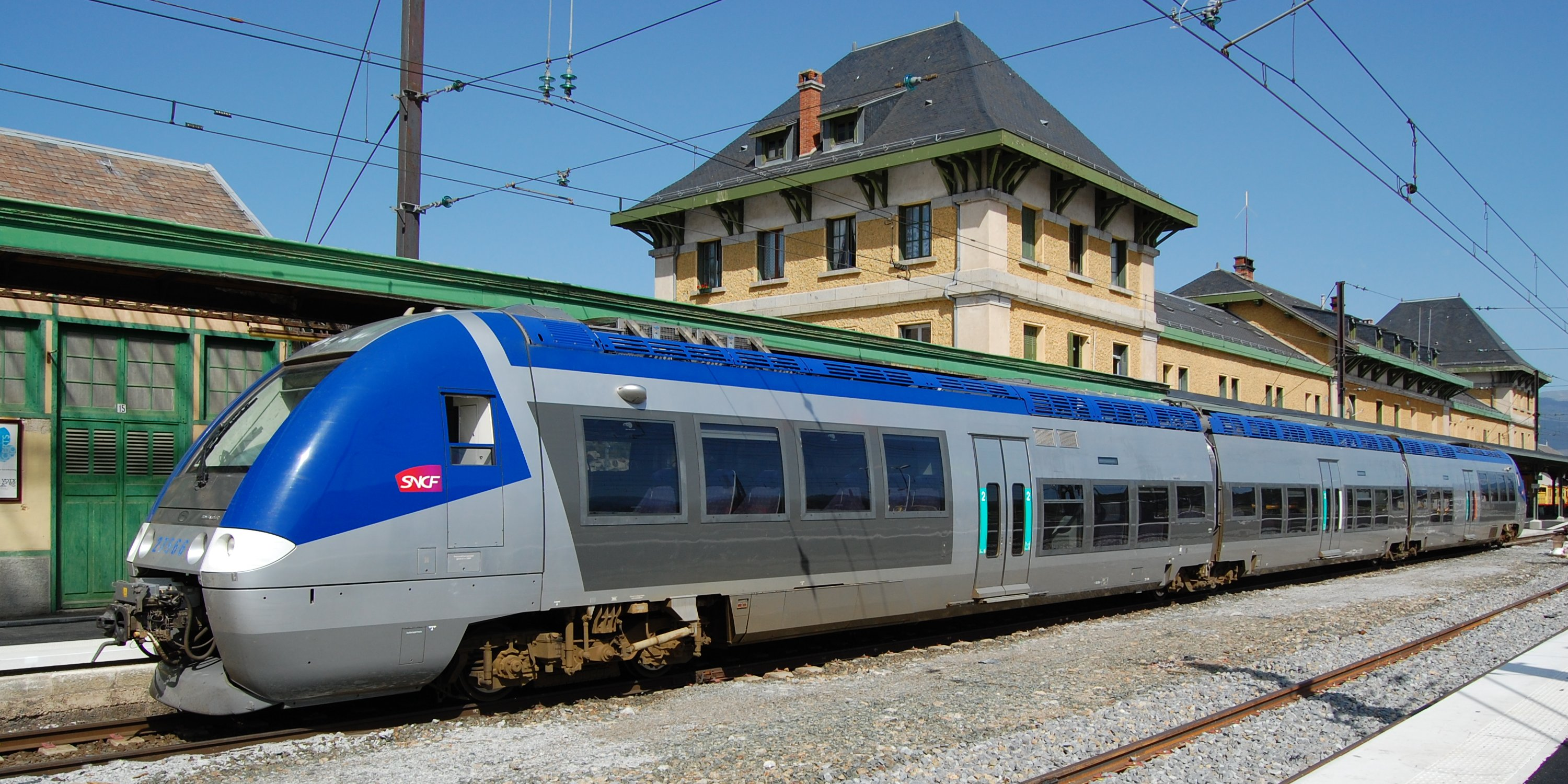
Marcatge del TER institucional de les unitats Migdia-Pirineus en un AGC.
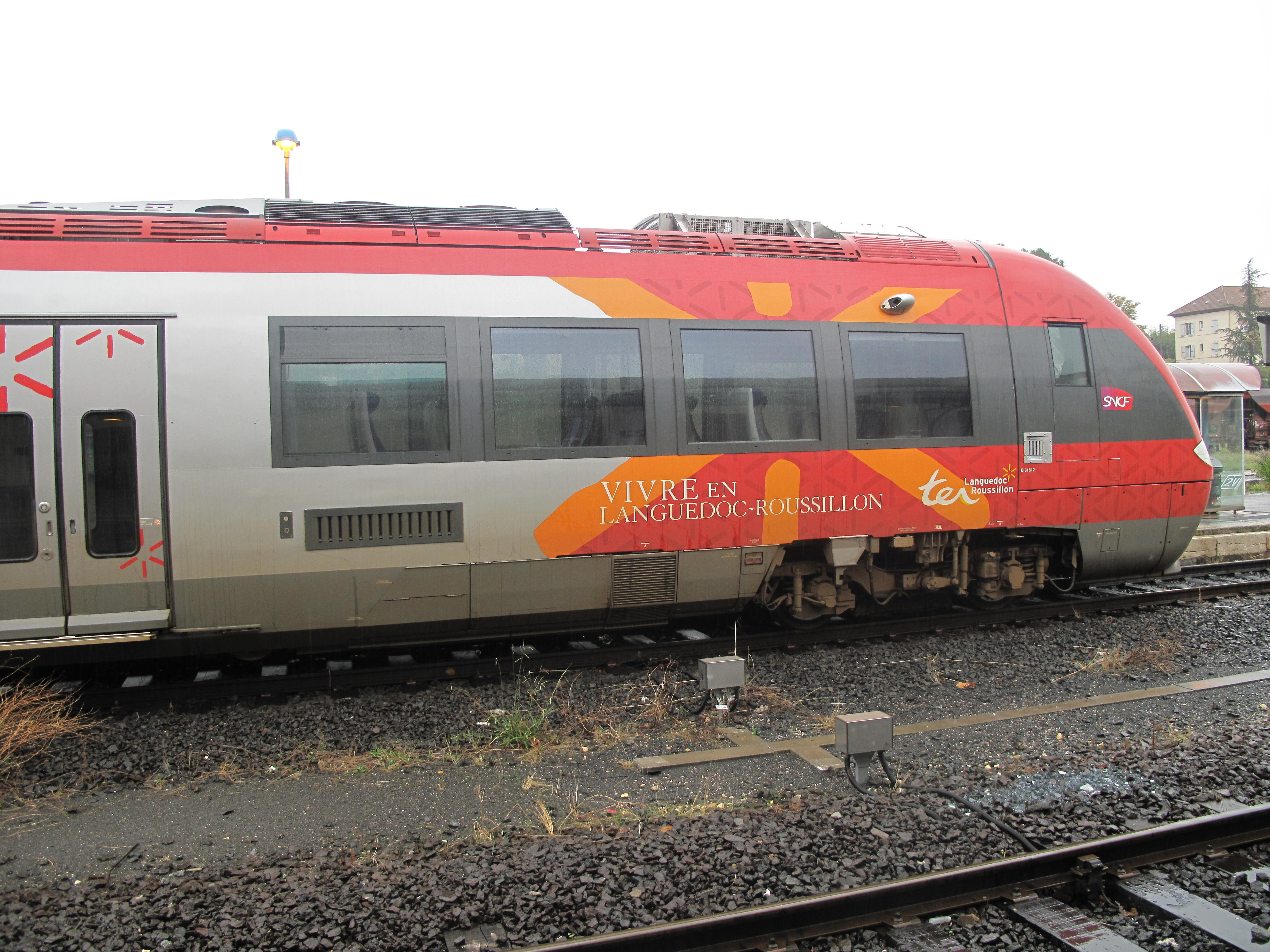
Marcatge del TER Llenguadoc-Rosselló en un AGC.
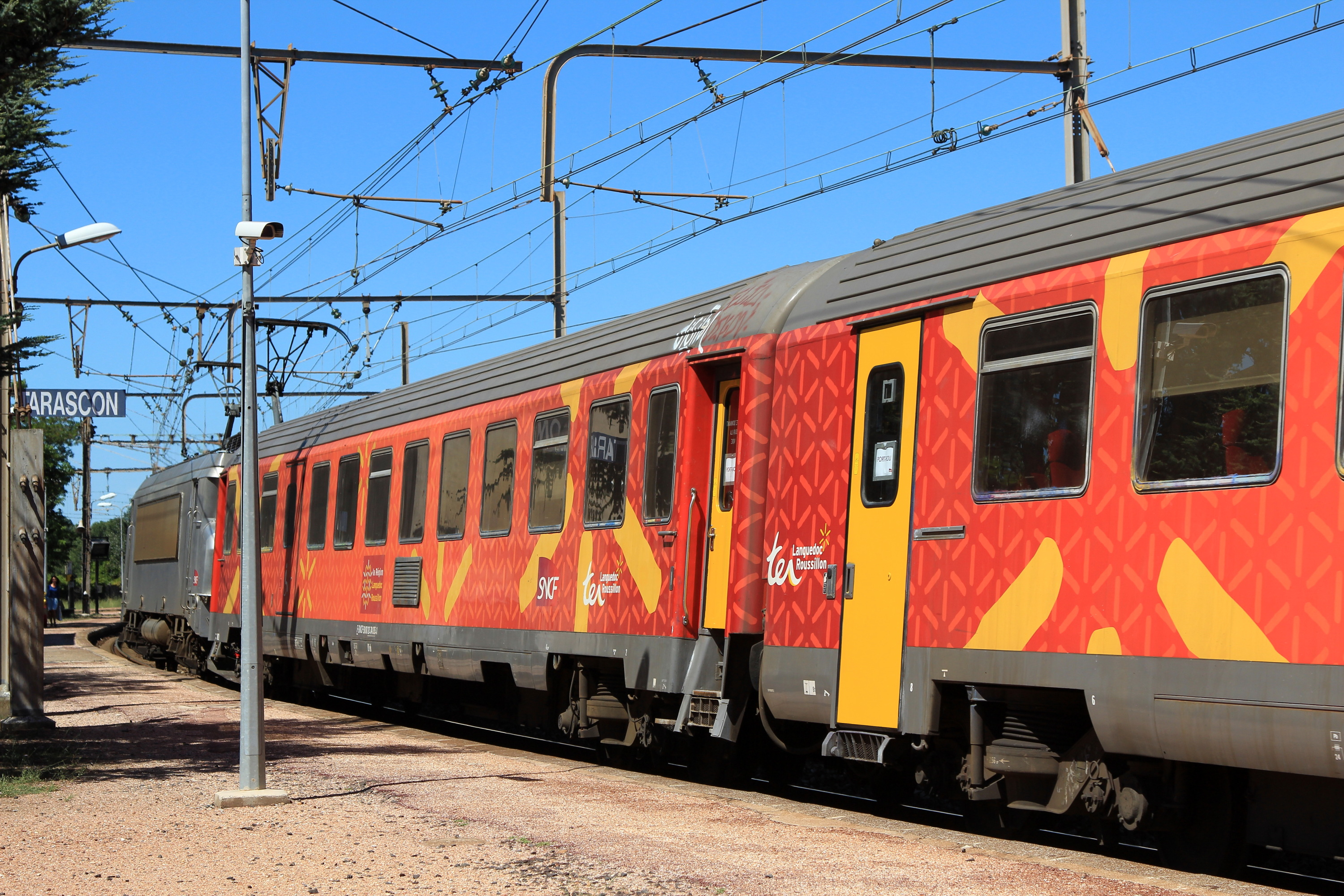
Marcatge del TER Llenguadoc-Rosselló als trens Corail.
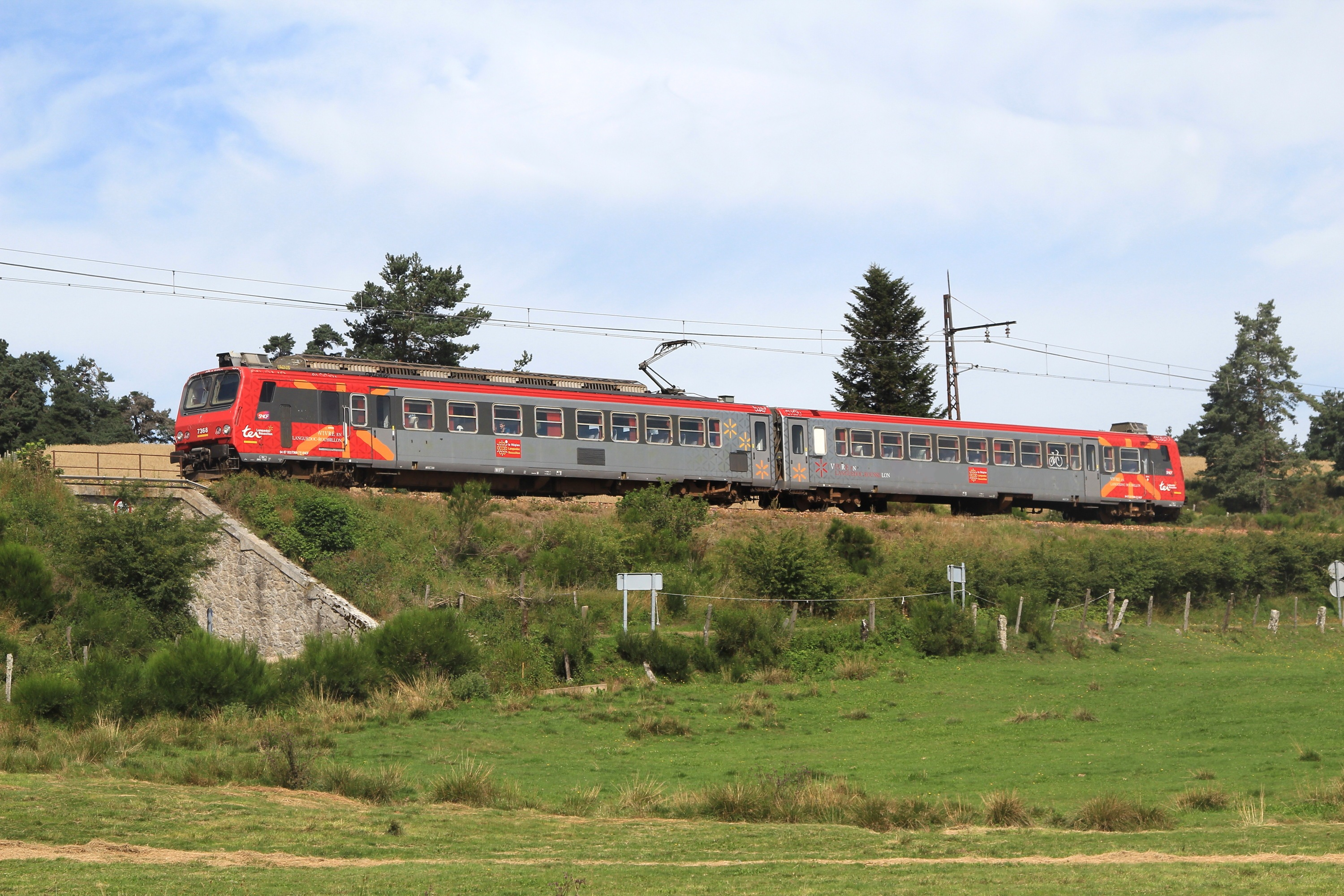
Marcatge del TER Llenguadoc-Rosselló en una Z2.
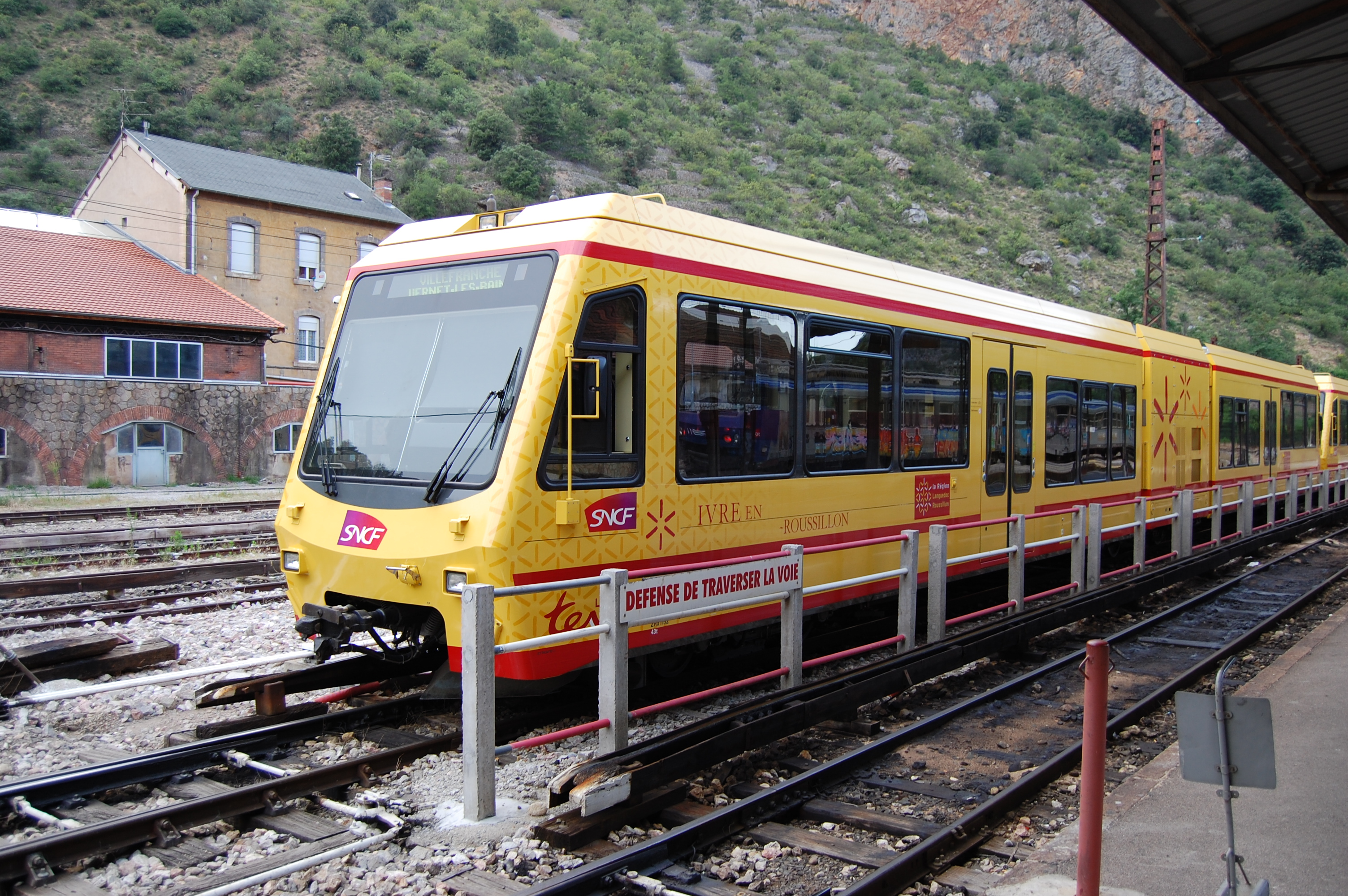
Marcatge especial del tren groc.

## Projectes futurs
La línia de Mont-rejau - Gordan e Polinhan a Luishon, on la circulació està suspesa des del novembre de 2014 a causa de les males condicions de les víes, hauria d'estar restaurada. Es preveu que els trens tornaran a funcionar el 2021.